# Längenfeld
Längenfeld is een gemeente in het district Imst van de Oostenrijkse deelstaat Tirol.
Längenfeld ligt in het Ötztal, aan de uitmonding van de Fischbach uit het Sulztal in de Ötztaler Ache. De gemeente bestaat uit de dorpsdelen Oberlängenfeld en Unterlängenfeld, Gries im Sulztal en verschillende andere dorpen en gehuchten in het Längerfelder dalbekken. Door de gemeente Längenfeld loopt, als zijstraat van de Ötztalstraße (B186), de Längenfelder Straße (L340), die voor een verbinding met onder andere de dorpsdelen Winklen, Unterried, Lehn en Oberried zorgt. De Grieser Straße (L239) loopt vanaf het dorpscentrum van Längenfeld naar Gries im Sultztal.
Längenfeld is een centrum voor zowel zomer- als wintertoerisme en geldt door de aanwezigheid van diverse industriebedrijven en scholen als de belangrijkste plaats van het dal. Bezienswaardigheden in het dorp zijn de uit 1303 stammende parochiekerk, die is opgetrokken in laatgotische en barokstijl met een toren in gotische stijl en enkele kapellen in barokke stijl. Verder bevindt zich in het dorp het Ötztaler openluchtmuseum met verschillende gebouwen en werktuigen uit de agrarische historie. De bekendste inwoner was de priester Franz Senn, oprichter van de Deutsche Alpenverein, de Duitse Alpenvereniging, die op 19 maart 1831 in Längenfeld het levenslicht zag. Zijn geboortehuis is in het dorpsdeel Unterlängenfeld te bezichtigen.

## Foto's

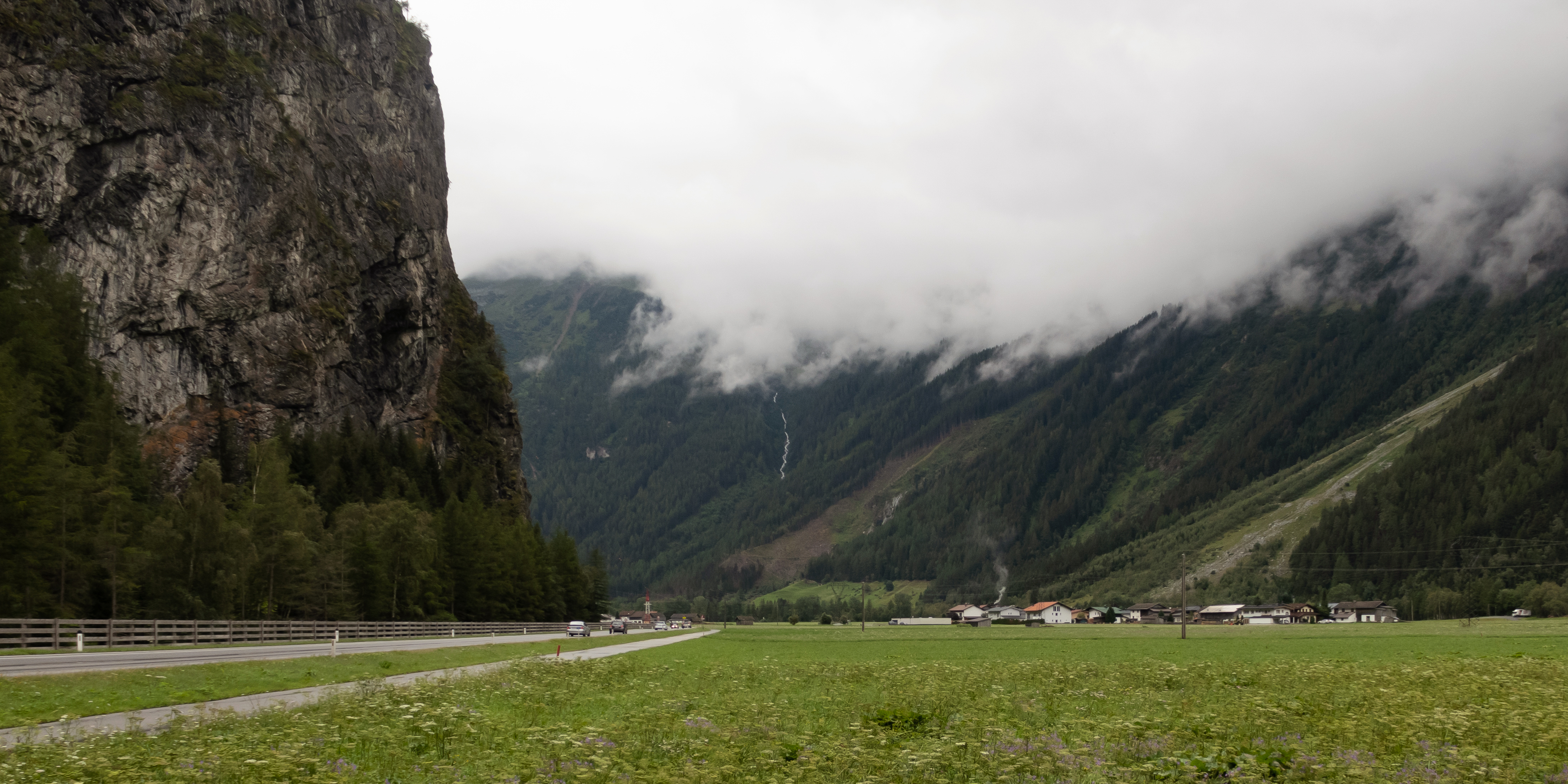
Astlehn, panorama vanaf Oberlängenfeld
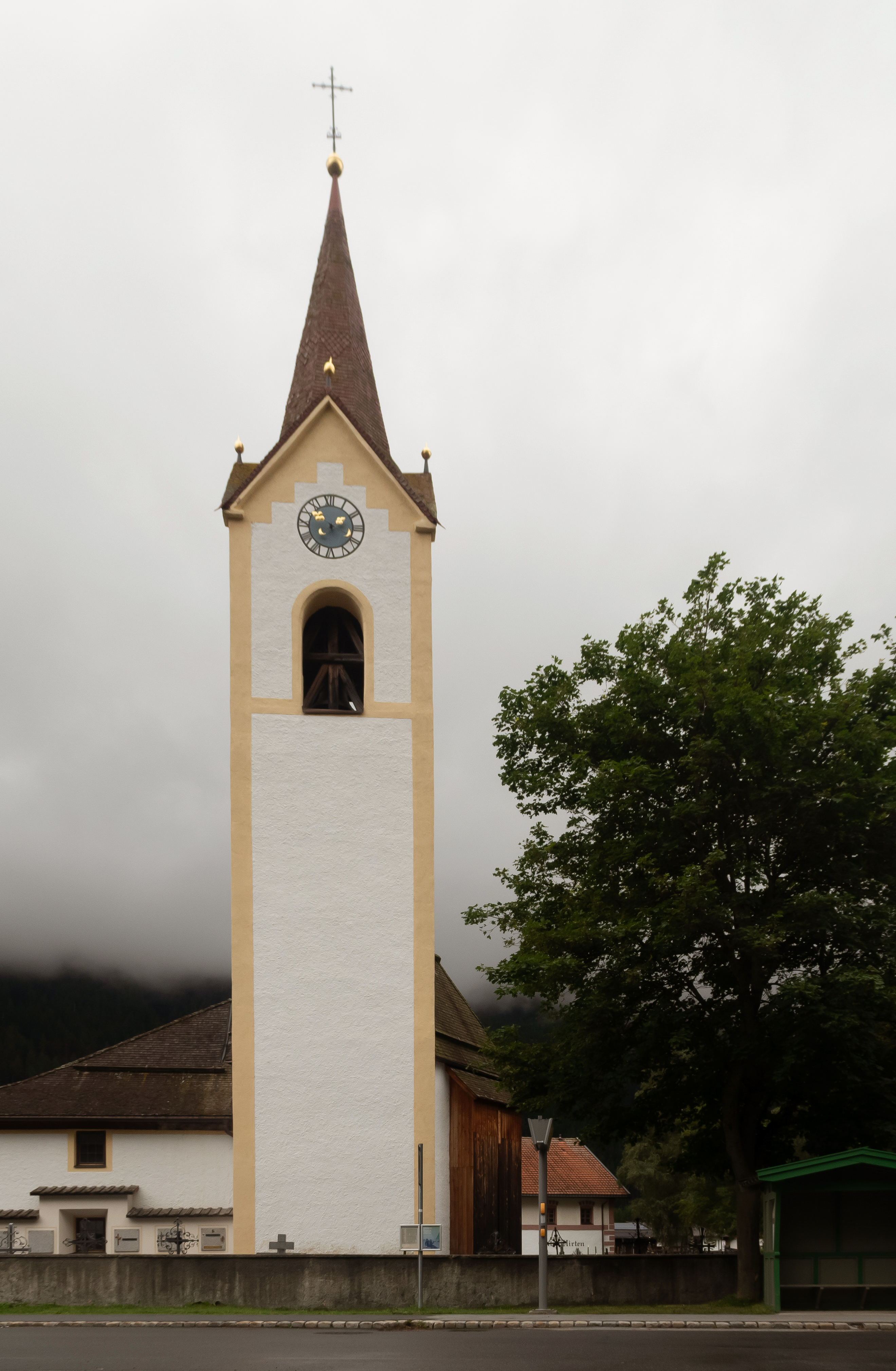
Huben, de Pfarrkirche
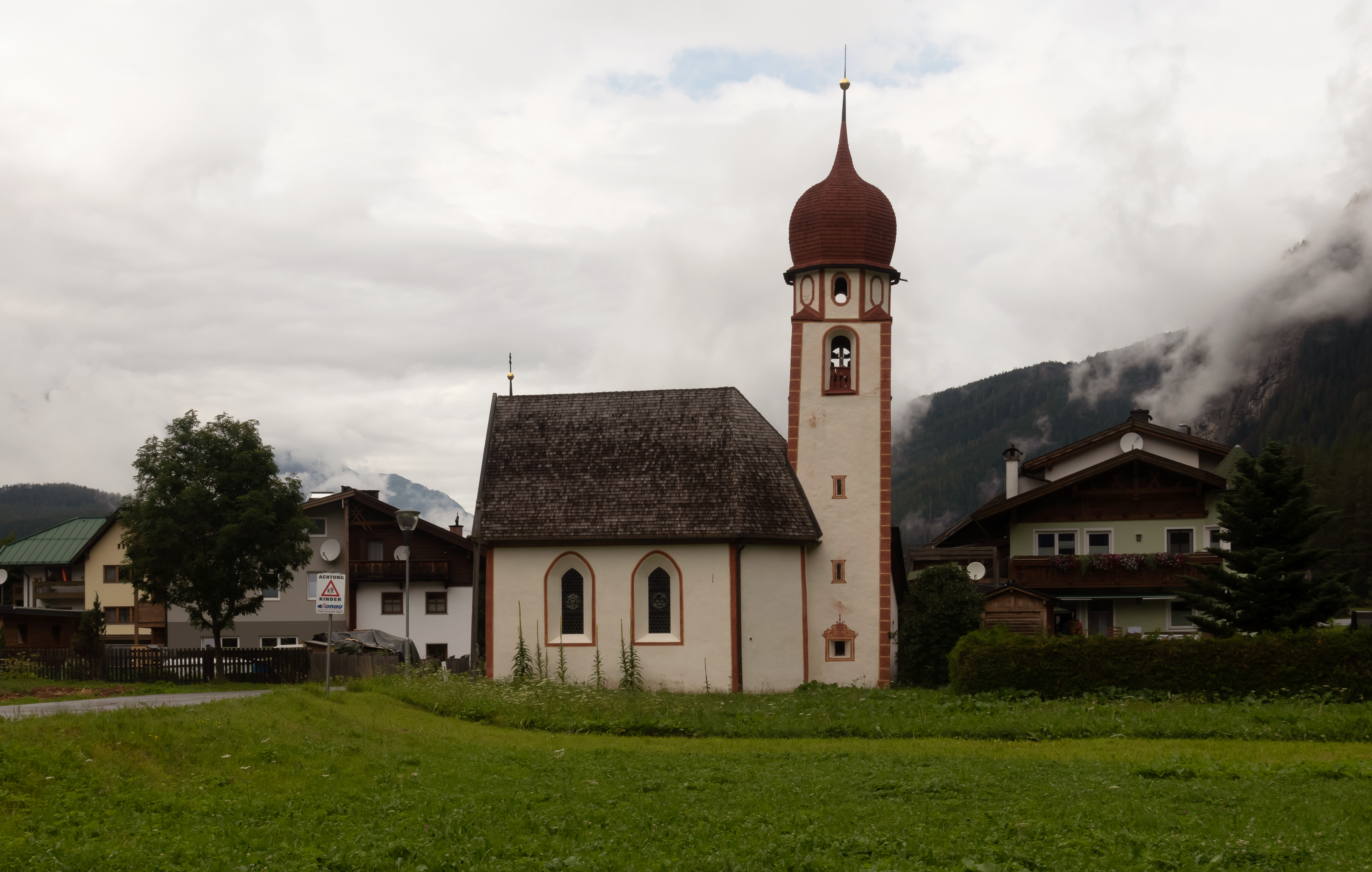
Dorf, kapel: Kapelle Mariahilf
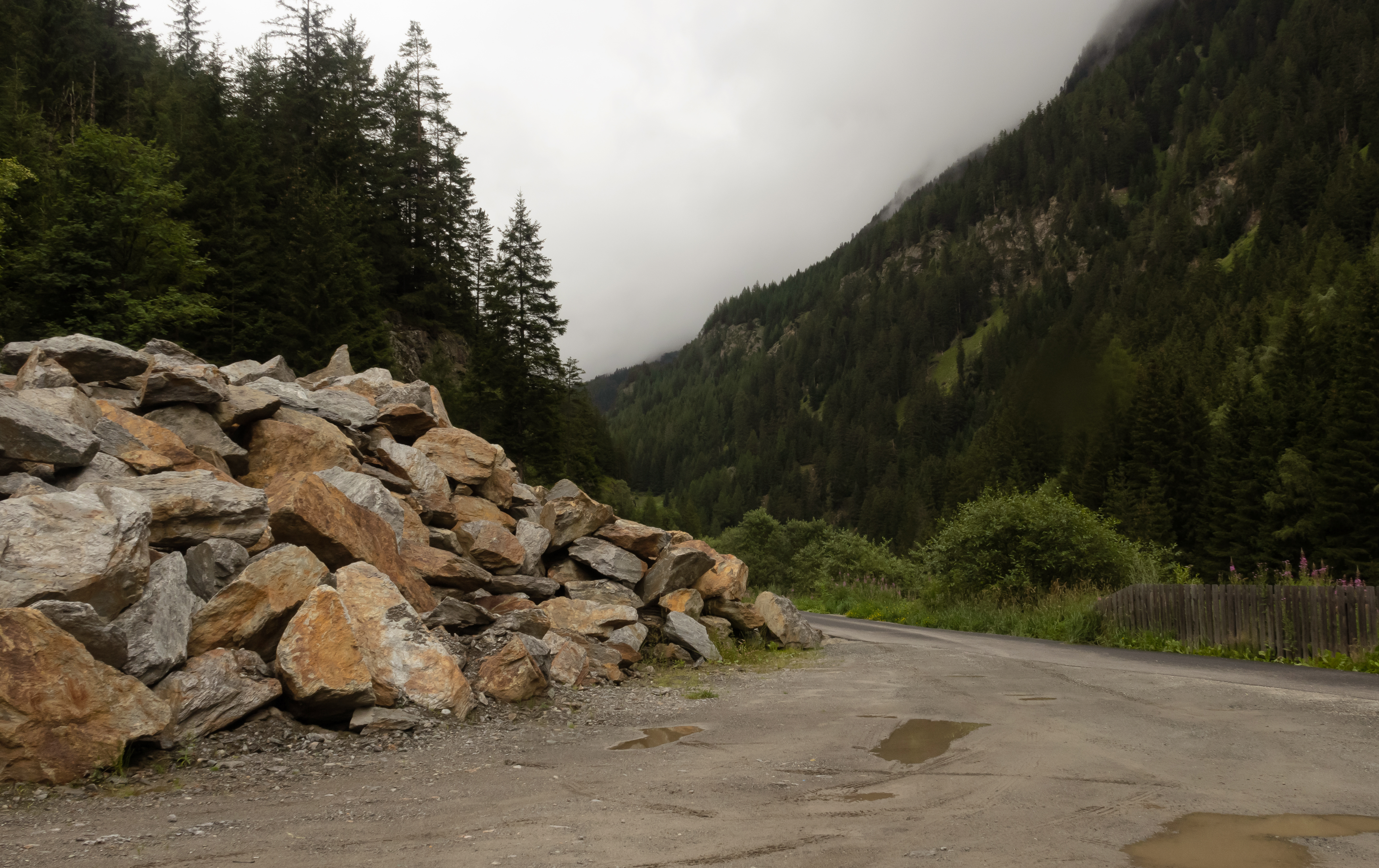
Aschbach, keien bij de Waldwegbrücke
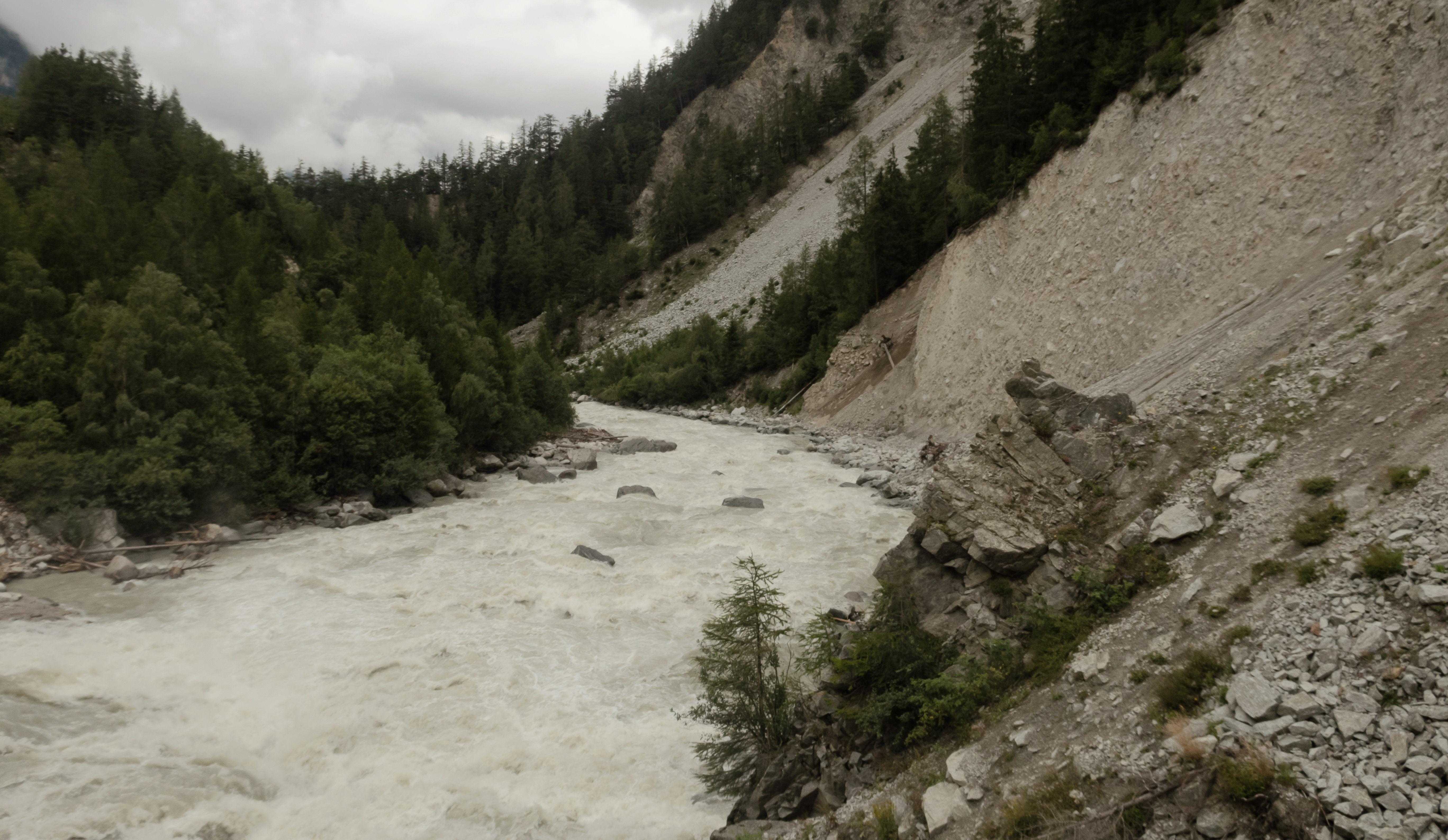
De Ötztaler Ache tussen Längenfeld en Umhausen
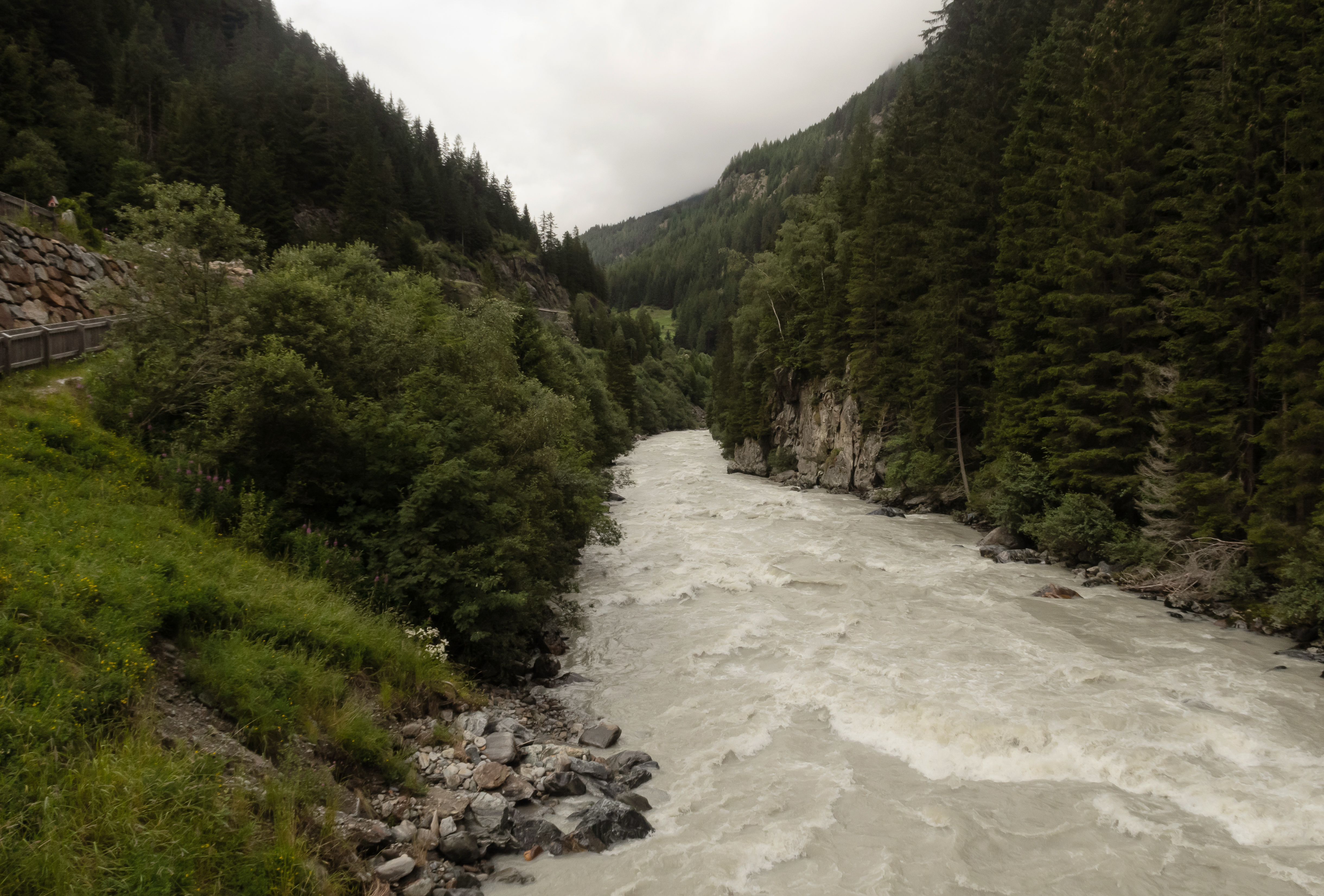
De Ötztaler Ache bij Aschbach